# Retrowirusy
Retrowirusy (Retroviridae) – rodzina wirusów RNA (których materiał genetyczny zawarty jest w kwasie rybonukleinowym), które przeprowadzają proces odwrotnej transkrypcji.
Retrowirusy wywołują wiele chorób, w tym AIDS i niektóre nowotwory. Genom retrowirusa zawiera dwie identyczne kopie jednoniciowego RNA i koduje odwrotną transkryptazę (inaczej rewertazę), która ma zdolność przepisywania informacji z RNA na DNA.
Najdokładniej poznanym retrowirusem jest wirus HIV.

## Typologia
Wyróżnia się 7 rodzajów retrowirusów:
- podrodzina Orthoretrovirinae
  - wirusy HTLV-BLV (Deltaretrovirus, np. wirus białaczki ludzkiej[potrzebny przypis])
  - retrowirusy ssaków typu C (Gammaretrovirus)
  - retrowirusy ptaków typu C (Alpharetrovirus)
  - retrowirusy ssaków typu B i retrowirusy typu D (Betaretrovirus)
  - lentiwirusy (Lentivirus, np. HIV)
  - Epsilonretrovirus
- podrodzina Spumaretrovirinae
  - spumawirusy R (Spumavirus)